# Seseli sibthorpii
Seseli sibthorpii är en flockblommig växtart som beskrevs av Jean Charles Marie Grenier och Dominique Alexandre Godron. Seseli sibthorpii ingår i släktet säfferötter, och familjen flockblommiga växter. Inga underarter finns listade i Catalogue of Life.